# Eric McCormack

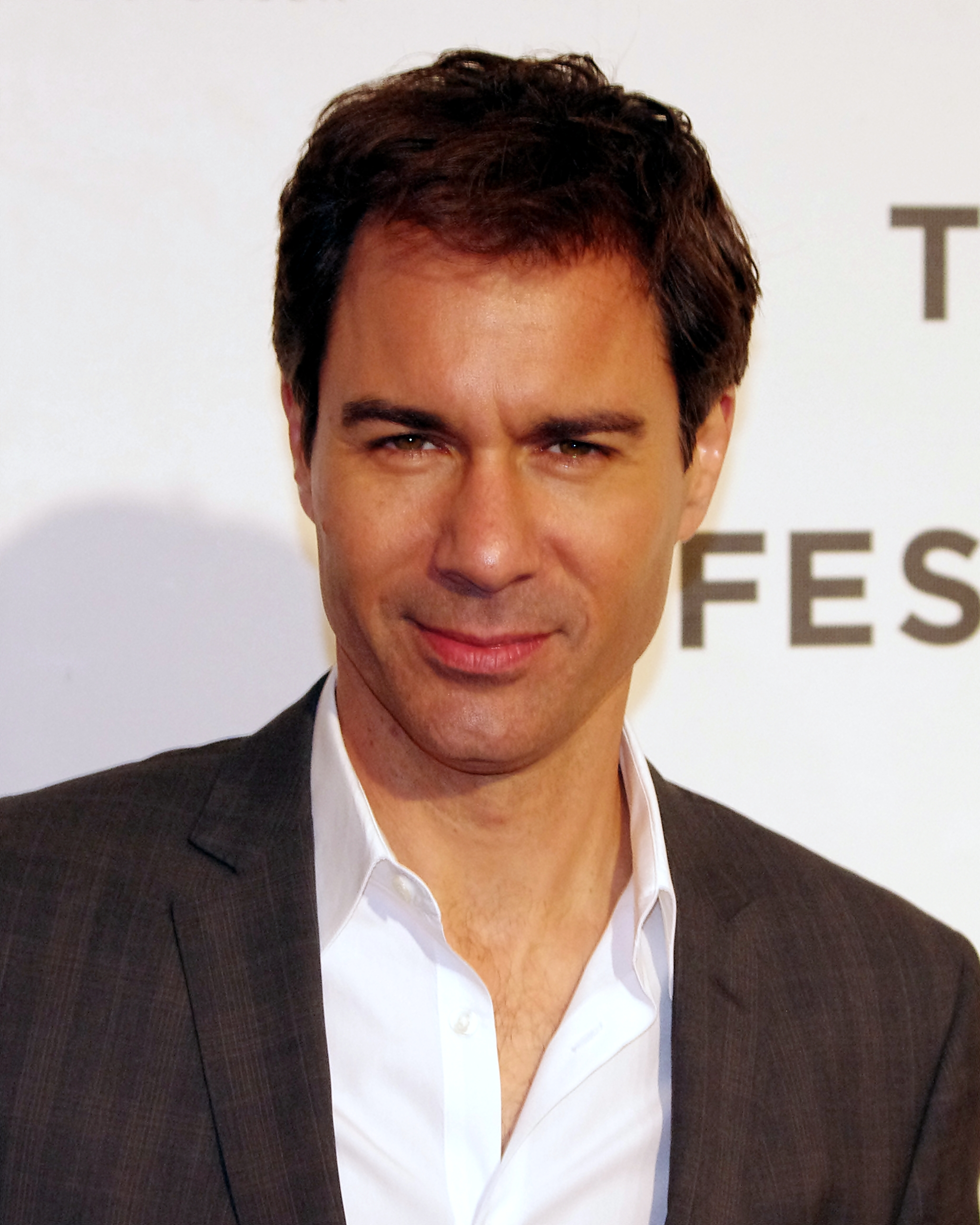
Eric McCormack 2012 auf dem Tribeca Film Festival

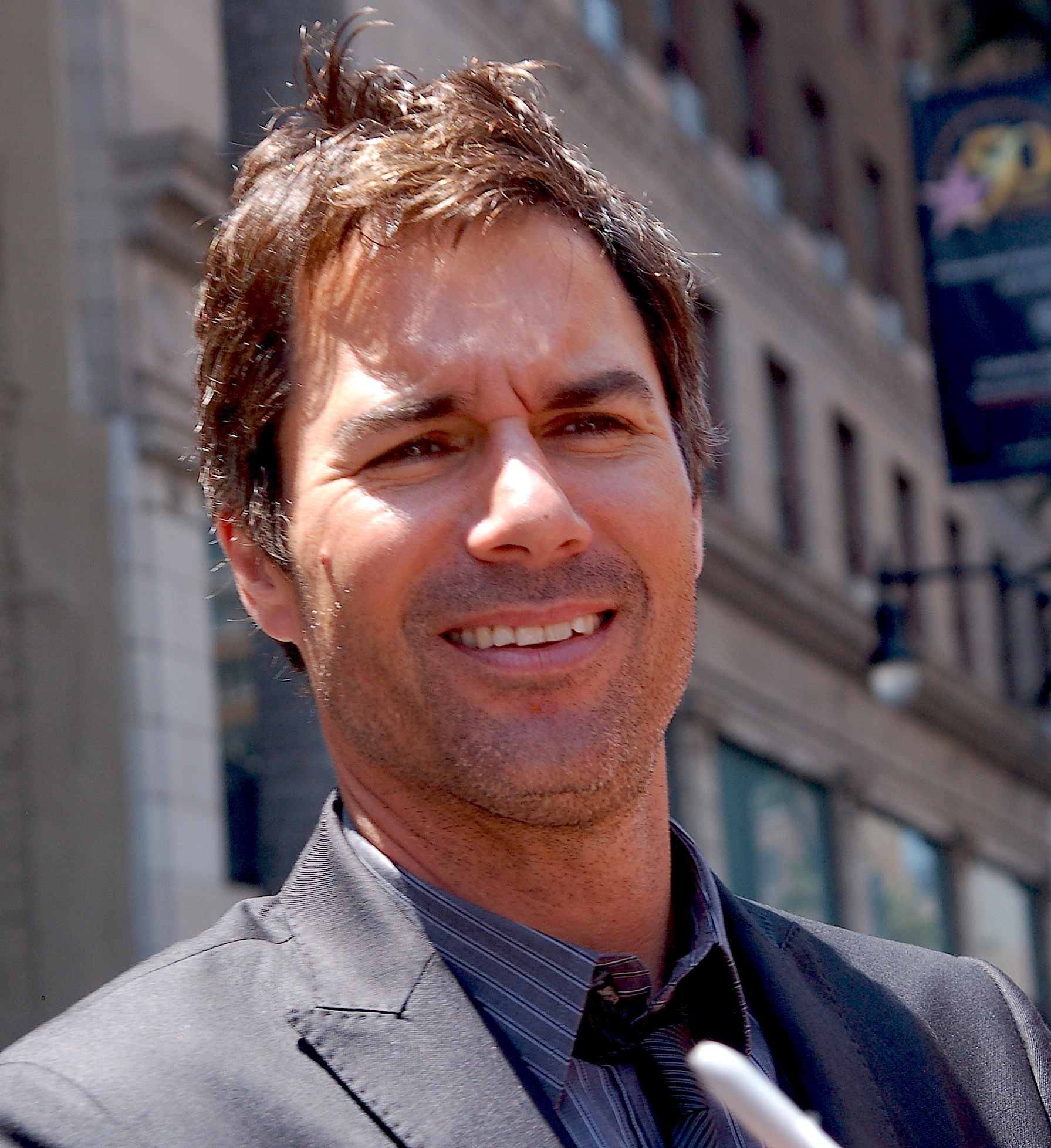
Eric McCormack im Mai 2010

Eric James McCormack (* 18. April 1963 in Toronto, Ontario) ist ein kanadisch-US-amerikanischer Schauspieler.

## Leben
Als Sohn eines Schauspielers besuchte McCormack mit Unterstützung seiner Eltern die Theaterschule an der kanadischen Ryerson Universität und am Banff Center for the Arts. Er spielte anschließend fünf Spielzeiten beim Stratford Festival Theater.
Einem breiten Publikum wurde McCormack durch die Titelrolle des Will Truman in der US-amerikanischen Sitcom Will & Grace bekannt. Für seine Rolle als Will wurde er fünfmal für den Golden Globe nominiert und gewann einmal, im Jahre 2001, einen Emmy. Nach etlichen Gastauftritten und Nebenrollen in verschiedenen Filmen und Fernsehserien spielte er von 2012 bis 2015  die Hauptrolle des Dr. Daniel Pierce in der Krimiserie Perception.
Neben seiner Schauspielertätigkeit übernimmt McCormack auch Synchronrollen, wie in der Zeichentrickserie Pound Puppies – Der Pfotenclub in der er ab 2010 drei Jahre lang die Hauptrolle gesprochen hat.
Seit 3. August 1997 ist er mit der Regieassistentin Janet Holden verheiratet. Die beiden haben einen Sohn (* 2002). McCormack besitzt mittlerweile neben der kanadischen auch die US-amerikanische Staatsbürgerschaft.
Am 13. September 2018 wurde er mit dem 2644. Stern auf dem Hollywood Walk of Fame geehrt.

## Filmografie (Auswahl)
Filme
- 1992: Die verlorene Welt (The Lost World)
- 1992: Rückkehr in die verlorene Welt (Return to the Lost World)
- 1993: Halloween Twins, jetzt hexen sie doppelt (Double, Double, Toil and Trouble)
- 1994: Der Mann, der niemals starb (The Man Who Wouldn’t Die)
- 1997: Nach gefährlichen Regeln (Exception to the Rule)
- 1997: Hilfe, ich habe eine Familie! (auch: Eine Familie zum Weihnachtsfest; Borrowed Hearts)
- 1998: Der Guru (Holy Man)
- 1998: Free Enterprise
- 2000: The Audrey Hepburn Story (Fernsehfilm)
- 2005: The Sisters
- 2009: Alien Trespass
- 2010: Wer ist Clark Rockefeller? (Who Is Clark Rockefeller?, Fernsehfilm)
- 2012: Knife Fight – Die Gier nach Macht (Knife Fight)
- 2016: Himmlische Weihnachten (A Heavenly Christmas, Fernsehfilm)
- 2021: Drinkwater

Fernsehserien
- 1990: Kats & Dogs (Folge 3x17)
- 1992–1993: Der Polizeichef (The Commish, Folgen 1x21, 2x18)
- 1992: Das Gesetz der Straße (Street Justice, Folge 2x05)
- 1993: Palm Beach-Duo (Silk Stalkings, Folge 3x10)
- 1994–1995: Lonesome Dove: The Series (21 Folgen)
- 1995–1996: Lonesome Dove: The Outlaw Years (21 Folgen)
- 1996: Diagnose: Mord (Diagnosis Murder, Folge 4x08)
- 1996: Townies (5 Folgen)
- 1996: Highlander (Folge 5x04)
- 1997: Outer Limits – Die unbekannte Dimension (The Outer Limits, Folge 3x09)
- 1997: Veronica (Veronica’s Closet, Folge 1x09)
- 1998: Ally McBeal (Folge 1x21)
- 1998–2006, 2017–2020: Will & Grace (246 Folgen)
- 2004: Dead Like Me – So gut wie tot (Dead Like Me, 3 Folgen)
- 2008: Andromeda – Tödlicher Staub aus dem All (The Andromeda Strain, 4 Folgen)
- 2008: Monk (Folge 7x07)
- 2009: Trust Me (13 Folgen)
- 2009: Law & Order: Special Victims Unit (Folge 11x02)
- 2009–2010: The New Adventures of Old Christine (6 Folgen)
- 2012–2015: Perception (39 Folgen)
- 2015: Detective Laura Diamond (The Mysteries of Laura, Folge 1x16)
- 2015: Full Circle (7 Folgen)
- 2016–2018: Travelers – Die Reisenden (Travelers, 34 Folgen)
- 2019: Atypical (3 Folgen)
- 2022: Departure (6 Folgen)
- 2023: The Other Black Girl (10 Folgen)
- 2023: Slasher (8 Folgen)
- 2025: Elsbeth (Folge 2x09)

Synchronrollen
- 2008: Immigrants (L.A. Dolce Vita) … als Vladislav
- 2010–2013: Pound Puppies – Der Pfotenclub (Pound Puppies, 65 Folgen, Sprechrolle) … als Lucky (und andere Nebenrollen)
- 2012: American Dad (Zeichentrickserie, Folge 8x02) … als Swinger
- 2013: Robot Chicken (Animationsserie, Folge 6x18) … als Zero/Captain America/Hawkeye
- 2023: Guiding Emily … als Garth

Als Regisseur
- 2014: Perception (1 Folge)